# Nicolaus Michael Oppel
Nicolaus Michael Oppel (7 de diciembre de 1782 – 16 de febrero de 1820) fue un taxónomo y embriólogo alemán. 

## Biografía
Como estudiante trabajó de ayudante de André Marie Constant Duméril en el Museo Nacional de Historia Natural de Francia, en Francia, catalogando y clasificando especies de reptiles. 
En 1811 publicó un libro titulado Die Ordnungen, Familien und Gattungen der Reptilien als Prodrom einer Naturgeschichte derselben ("Órdenes, familias y tipos de reptiles") en el que estableció el orden Squamata, las familias Cheloniidae, Colubridae, y la subfamilia Crotalinae, así como varios géneros que todavía hoy están en uso por los taxónomos. 

## Abreviatura (zoología)
La abreviatura Oppel  se emplea para indicar a Nicolaus Michael Oppel como autoridad en la descripción y taxonomía en zoología.

- Datos: Q2306803
- Especies: Nicolaus Michael Oppel